# Герб Острогозького району
Герб Острогозького району є символом Острогозького району Воронезької області, затверджений 5 липня 2005 року.

## Опис
Герб Острогозького району Воронезької області — у блакитному полі вгорі летить праворуч золотий орел з піднятими крилами, внизу ліворуч — на білій горі наявна золота дерев'яна фортеця з трьома гострими вежами, з яких середня найвища, а ліва найнижча.
Герб Острогозького муніципального району відповідно до статті 19 Закону Воронезької області № 50-03 від 5 липня 2005 року «Про офіційну та іншу символіку у Воронезькій області», встановлюється у двох версіях, з вільною частиною та без.
У варіанті герба з вільною частиною у правій верхній частині герба (візуально ліворуч), чотирикутник, що займає менше однієї чверті гербового щита й що примикає до горішнього правого краю щита. У середині прямокутника зображено композицією з гербового щита Воронезької області.